# Marcin Wojciechowski
Pour les articles homonymes, voir Wojciechowski.
Marcin Ryszard Wojciechowski, né le 7 septembre 1975 à Varsovie, est un réalisateur et journaliste polonais, auteur de films documentaires En attendant Minian (Czekając na Minjan, 1998), Derrière le Niemen (Za Niemen, 1998). De 1998 à 2012, correspondant du quotidien polonais Gazeta Wyborcza.